# Olympische Sommerspiele 1964/Leichtathletik – 4 × 100 m (Frauen)

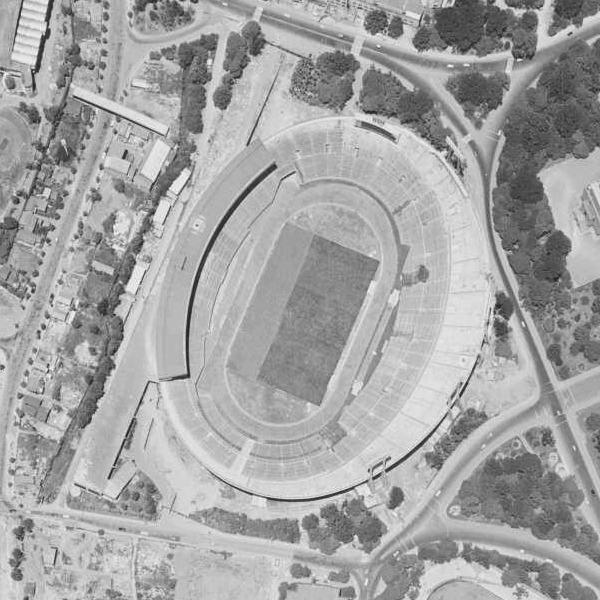
Luftaufnahme des Olympiastadions im Jahr 1963

Die 4-mal-100-Meter-Staffel der Frauen bei den Olympischen Spielen 1964 in Tokio wurde am 20. und 21. Oktober 1964 im Olympiastadion Tokio ausgetragen. In fünfzehn Staffeln nahmen sechzig Athletinnen teil.
Olympiasieger wurde die polnische Staffel mit Teresa Ciepły, Irena Kirszenstein, Halina Herrmann und Ewa Kłobukowska.

Silber ging an die USA (Willye White, Wyomia Tyus, Marilyn White, Edith McGuire).

Bronze gewann Großbritannien in der Besetzung Janet Simpson, Mary Rand, Daphne Arden und Dorothy Hyman.
Die deutsche Staffel qualifizierte sich für das Finale und belegte Rang fünf. Teams aus Österreich, der Schweiz und Liechtenstein nahmen nicht teil.

## Intersexualität bei Frauenwettbewerben
In diesem Wettbewerb stellte sich für eine Teilnehmerin, die Polin Ewa Kłobukowska, Olympiadritte über 100 Meter und Olympiasiegerin mit der 4-mal-100-Meter-Staffel später die Frage nach dem Geschlechtsstatus.
Ewa Kłobukowska wurde nach einer Kontrolle im Jahr 1967 als intersexuell eingestuft und durfte nicht mehr an Frauenwettbewerben teilnehmen. Ihre hier in Tokio gewonnenen Medaillen wurden ihr allerdings nicht aberkannt. Der mit der polnischen Sprintstaffel erzielte Weltrekord dagegen wurde für ungültig erklärt und der zweitplatzierten Staffel der Vereinigten Staaten zuerkannt.

## Rekorde

### Bestehende Rekorde
| Weltrekord         | 44,3 s | USA (Willye White, Ernestine Pollards, Vivianne Brown, Wilma Rudolph) | Moskau, Sowjetunion (heute Russland) | 15. Juli 1961     |
| Olympischer Rekord | 44,4 s | USA (Martha Hudson, Lucinda Williams, Barbara Jones, Wilma Rudolph)   | Vorlauf OS Rom, Italien              | 7. September 1960 |

Anmerkung:
Am 13. September 1964 war eine polnische Staffel mit Ewa Kłobukowska als Schlussläuferin mit 44,2 s schneller als die US-Amerikanerinnen bei deren Weltrekord im Jahre 1961. Diese Zeit wurde den Polinnen von der IAAF als Weltrekord jedoch im Jahre 1969 aberkannt, weil Kłobukowska nach einem Test im Jahre 1967 offiziell als intersexuell eingestuft worden war.

### Rekordverbesserung
Der von der siegreichen polnischen Staffel im Finale am 21. Oktober aufgestellte Weltrekord von 43,6 s wurde dem Team wegen Ewa Kłobukowskas 1967 festgestellter Intersexualität aberkannt. Polen durfte die Goldmedaille behalten, doch der Weltrekord wurde der zweitplatzierten US-Staffel zugestanden, die in der Besetzung Willye White, Wyomia Tyus, Marilyn White und Edith McGuire 43,9 s gelaufen war.

## Durchführung des Wettbewerbs
Fünfzehn Staffeln traten am 20. Oktober zu insgesamt zwei Vorläufen an. Die jeweils besten vier Staffeln – hellblau unterlegt – qualifizierten sich für das Finale am 21. Oktober.

## Zeitplan
20. Oktober, 10;10 Uhr: Vorläufe

21. Oktober, 14:20 Uhr: Finale
Anmerkung: Alle Zeiten sind in Ortszeit Tokio (UTC + 9) angegeben.

## Vorläufe
Datum: 20. Oktober 1964, ab 10:10 Uhr
Wetterbedingungen: Regen, 13 °C, Luftfeuchtigkeit ca. 90 %

### Vorlauf 1
| Platz | Staffel        | Besetzung                                                        | Offizielle Zeit handgestoppt | Inoffizielle Zeit elektronisch |
| ----- | -------------- | ---------------------------------------------------------------- | ---------------------------- | ------------------------------ |
| 1     | Polen          | Teresa Ciepły Irena Kirszenstein Halina Herrmann Ewa Kłobukowska | 44,6 s                       | 44,62 s                        |
| 2     | Großbritannien | Janet Simpson Mary Rand Daphne Arden Dorothy Hyman               | 44,9 s                       | 44,96 s                        |
| 3     | Sowjetunion    | Galina Gaida Renāte Lāce Ljudmila Samotjossowa Galina Popowa     | 44,9 s                       | 44,98 s                        |
| 4     | Australien     | Dianne Bowering Marilyn Black Margaret Burvill Joyce Bennett     | 45,2 s                       | 45,28 s                        |
| 5     | Jamaika        | Adlin Mair Una Morris Vilma Charlton Carmen Smith                | 46,0 s                       | k. A.                          |
| 6     | Panama         | Delceita Oakley Lorraine Dunn Jean Mitchell Marcela Daniel       | 47,6 s                       | k. A.                          |
| 7     | Südkorea       | Park Hi-sook Han Myung-hee Lee Hak-ja Song Yang-ja               | 50,1 s                       | k. A.                          |

### Vorlauf 2
| Platz | Staffel     | Besetzung                                                              | Offizielle Zeit handgestoppt | Inoffizielle Zeit elektronisch |
| ----- | ----------- | ---------------------------------------------------------------------- | ---------------------------- | ------------------------------ |
| 1     | USA         | Willye White Wyomia Tyus Marilyn White Edith McGuire                   | 44,8 s                       | 44,83 s                        |
| 2     | Deutschland | Karin Frisch Erika Pollmann Martha Pensberger Jutta Heine              | 45,0 s                       | 45,01 s                        |
| 3     | Ungarn      | Erzsébet Bartos Margit Nemesházi Antónia Munkácsi Ida Such             | 45,9 s                       | 45,91 s                        |
| 4     | Frankreich  | Marlène Canguio Danielle Guéneau Michèle Lurot Denise Guénard          | 46,0 s                       | k. A.                          |
| 5     | Argentinien | Margarita Formeiro Susana Ritchie Evelia Farina Alicia Kaufmanas       | 46,7 s                       | k. A.                          |
| 6     | Japan       | Reiko Ezoe Ikuko Yoda Etsuko Miyamoto Takako Inoguchi                  | 47,0 s                       | k. A.                          |
| 7     | Philippinen | Aida Molinos Loretta Barcenas Nelly Restar Mona Sulaiman               | 48,8 s                       | k. A.                          |
| 8     | Thailand    | Preya Dechdumrong Kusolwan Sorut Budsabong Yimploy Samruay Charonggool | 50,3 s                       | k. A.                          |

## Finale

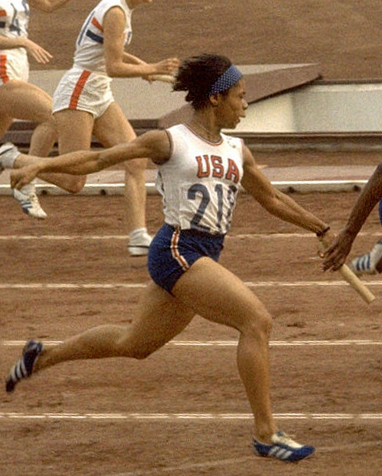
Letzter Wechsel der zweitplatzierten US-Staffel im Finale: Marilyn White übergibt den Stab an Edith McGuire

Datum: 21. Oktober 1964, 14:20 Uhr
Wetterbedingungen: bewölkt, ca. 20 °C, Luftfeuchtigkeit ca. 78 %
| Platz | Name           | Nation                                                           | Offizielle Zeit handgestoppt | Inoffizielle Zeit elektronisch | Anmerkung |
| ----- | -------------- | ---------------------------------------------------------------- | ---------------------------- | ------------------------------ | --- |
| 1     | Polen          | Teresa Ciepły Irena Kirszenstein Halina Herrmann Ewa Kłobukowska | 43,6 s000                    | 43,69 s                        | Wegen Ewa Kłobukowskas später festgestellter Intersexualität wurde der Weltrekord der zweitplatzierten US-Staffel zuerkannt, während Polen Gold behalten durfte. |
| 2     | USA            | Willye White Wyomia Tyus Marilyn White Edith McGuire             | 43,9 s WR                    | 43,92 s                        | Wegen Ewa Kłobukowskas später festgestellter Intersexualität wurde der Weltrekord der zweitplatzierten US-Staffel zuerkannt, während Polen Gold behalten durfte. |
| 3     | Großbritannien | Janet Simpson Mary Rand Daphne Arden Dorothy Hyman               | 44,0 s000                    | 44,09 s                        | |
| 4     | Sowjetunion    | Galina Gaida Renāte Lāce Ljudmila Samotjossowa Galina Popowa     | 44,4 s000                    | 44,44 s                        | |
| 5     | Deutschland    | Karin Frisch Erika Pollmann Martha Pensberger Jutta Heine        | 44,7 s000                    | k. A.                          | |
| 6     | Australien     | Dianne Bowering Marilyn Black Margaret Burvill Joyce Bennett     | 45,0 s000                    | k. A.                          | |
| 7     | Ungarn         | Erzsébet Bartos Margit Nemesházi Antónia Munkácsi Ida Such       | 45,2 s000                    | k. A.                          | |
| 8     | Frankreich     | Marlène Canguio Danielle Guéneau Michèle Lurot Denise Guénard    | 46,1 s000                    | k. A.                          | |

Eindeutige Favoritinnen waren die US-Amerikanerinnen mit den Olympiasiegerinnen über 100 und 200 Meter Wyomia Tyus und Edith McGuire sowie der 100-Meter-Vierten Marilyn White. Als stark eingeschätzt wurden die Polinnen.
Das Finale war eine überraschend klare Sache für das polnische Quartett. Bis zum letzten Wechsel führte die Mannschaft nur knapp vor dem US-Team und der Ausgang war völlig offen. Aber dieser letzte Wechsel zwischen Marilyn White und Edith McGuire klappte nicht gut. Ewa Kłobukowska legte sofort ein paar Meter zwischen sich und ihre US-amerikanischen Konkurrentin. Diesen klaren Vorsprung ließ sie sich bis ins Ziel nicht mehr nehmen.
Die ersten drei Staffeln, also auch Großbritannien auf dem Bronzeplatz, unterboten den bis dahin bestehenden Weltrekord. Einige Jahre später gab es dann eine Korrektur: nach einem Geschlechtstest vor dem Leichtathletik-Europacup 1967 wurde Ewa Kłobukowska als intersexuell eingestuft. 1969 strich der Weltleichtathletikverband Kłobukowskas erzielte Weltrekorde, darunter auch den von diesem Staffelfinale in Tokio. Das polnische Team blieb Olympiasieger, doch der Weltrekord wurde nun der zweitplatzierten US-Staffel zugesprochen, deren Zeit wie auch die der britischen Staffel unter dem zuvor bestehenden Weltrekord lag.
Die erste Medaille Polens in dieser Disziplin war auch gleichzeitig der erste Olympiasieg.

## Videolinks
- 1964 Tokyo Summer Games: Women's 4 × 100m Relay (Amateur Footage), youtube.com, abgerufen am 13. September 2021
- Olimpiada Tokio 1964 cz.1, Bereich 0:00 min – 1:06 min, youtube.com, abgerufen am 30. Oktober 2017